# P&O
P&O（ピーアンドオー、Peninsular and Oriental Steam Navigation Company、ペニンシュラ アンド オリエンタル スチーム ナビゲーション カンパニー）は、19 世紀初頭に設立されたイギリスの海運会社。
2006年にDPワールドにより買収され消滅した。クルーズ船部門は2000年に売却され、現在はカーニバル・コーポレーション傘下のP&Oクルーズとなっている。

## 沿革

### 設立

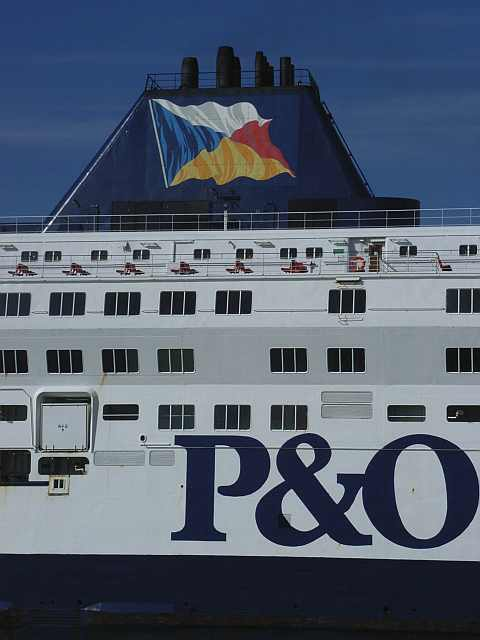
P&Oのフェリーのファンネル

1822年にロンドンの船舶仲立人ブロディー・マッギー・ウィルコックス（Brodie McGhie Willcox）とシェトランド諸島出身の船員アーサー・アンダーソン（Arthur Anderson）が、イギリスとイベリア半島の間の路線を運航するためにパートナーシップを結んだ。1835年にはこれにダブリンの船主 リチャード・バーン（Captain Richard Bourne）が加わりイギリスとスペイン・ポルトガル間の定期蒸気船航路を開設している。これがP&Oの前身であるペニンシュラ・スチーム・ナビゲーション・カンパニー（Peninsular Steam Navigation Company）であり、今日のP&Oの旗も、ポルトガルの国旗（当時）の白と青に、スペインの国旗の赤と黄色を組み合わせたものである。
1837年に英国政府のポルトガルとスペインへの郵便運送業務契約を獲得し、1840年にはエジプトのアレクサンドリアへの郵便運送も獲得した。現在のP&Oは1837年に英国王室の勅許（Royal Charter）を受けて設立された勅許会社で、それゆえ社名には"Plc"（Public limited company、公開有限責任会社）や"Limited"（有限責任会社）などといった語句は付いていない。

### 拡大
その後1842年にはイギリスの最大の植民地であるイギリス領インドへの旅客サービスを、1845年には同じく植民地であるシンガポールと香港への旅客サービスも開始。その後も日本や中華民国など世界中にその航路を広げた。ヨーロッパ-日本間の就航は1860年。第二次世界大戦まではP&Oの利益の源泉は政府との郵便契約であったが、商用船や旅客船へも業容を拡大した。
1914年には当時イギリス最大の海運会社であったブリティッシュ・インディア・スチーム・ナビゲーション・カンパニー（British India Steam Navigation Company）を買収し、1918年にはイギリス・オーストラリア間の郵便運送業のパートナーであったオリエント・ライン（Orient Line）の経営も掌握した。1920年代半ばには相次ぐ海運会社の買収で船舶数は500隻とピークに達している。1920年には独自の銀行（P&O銀行）も設立したが1927年には売却している。一方で戦争による被害も大きく、第一次世界大戦では85隻を、第二次世界大戦では179隻を喪失した。
上述のようにP&Oは主にアジア・オセアニア方面への東周り航路を中心としており、新大陸向けの西周り航路が中心のキュナード社とともにイギリスのフラッグ・キャリアの1つと目された。

### 第二次世界大戦後
1945年以後、イギリスはインドやマレー半島などの植民地を次々と失い、それに伴いこれらの旧植民地への需要は衰退したが、オーストラリア路線はイギリスほかヨーロッパからの白人移民（Ten Pound Poms）が多数に上ったため、P&OはSSオリアナなどこの路線向けの大型客船を建造した。15隻の客船のうち、最大かつ最後の客船であるSSキャンベラは1961年に就航した。
オーストラリアへは100万人以上のヨーロッパ人移民が渡り、その多くはP&Oが運んだが、1968年にオーストラリア政府はこの移民計画を終了させている。P&Oは以後、客船の多くを売却・解体し、貨物輸送へと集中した一方、保養客向けのクルーズ市場にも進出した。1959年にはタンカー市場に、1960年代半ばにはRORO船市場に、1969年にはコンテナ船市場に参入している。

#### コンテナ船

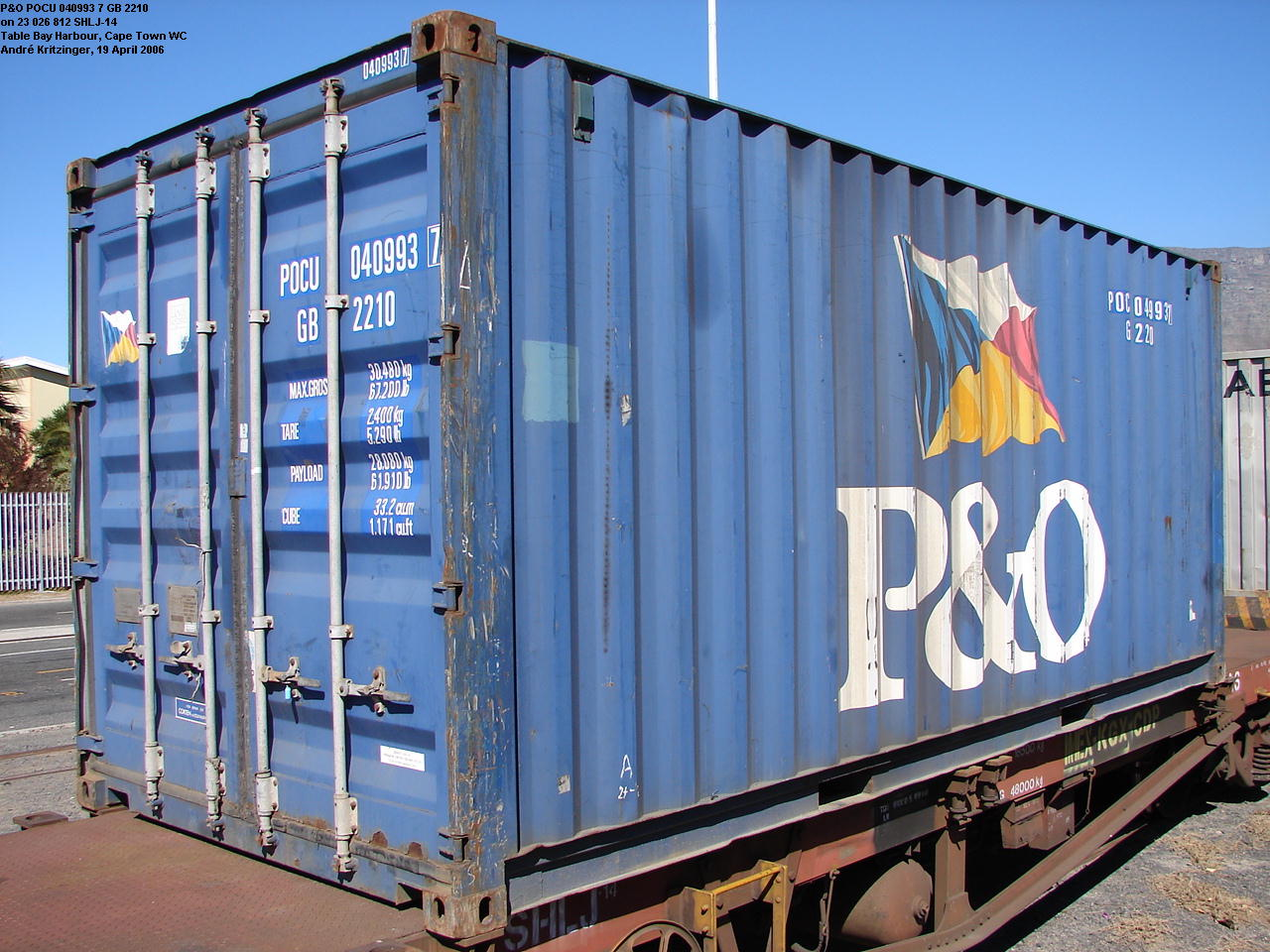
海上コンテナ

1969年、ブリティッシュ・アンド・コモンウェルス・シッピング（British and Commonwealth Shipping）、ファーネス・ホイッティー（Furness, Withy & Co Ltd）、オーシャン・スチームシップ・カンパニー（The Ocean Steamship Company）、そしてP&Oといったイギリスの大手船会社が、物流のコンテナ化に対応するためにコンテナ船会社オーバーシーズ・コンテナーズ・リミテッド（Overseas Containers Limited, OCL）を設立した。
1970年代初頭にはP&Oはイギリスの船会社ストリック・ライン（Strick Line）とハイン＝ノース（Hain-Nourse）を買収している。1980年代初頭までにP&Oのドライカーゴの定期船路線はすべてコンテナ船に置きかえられ、1986年にはP&OがOCLに出資している他社の持分を買収し、OCLをP&Oコンテナ（P&O Containers Limited, P&OCL）へと改名した。
P&OCLは1996年にオランダのコンテナ船会社ネドロイド（Nedlloyd）と合併してP&Oネドロイド（P&O Nedlloyd）となった。しかし2005年にP&Oネドロイドはデンマークの海運会社A.P. モラー・マースクに買収された。

#### フェリー、RORO船

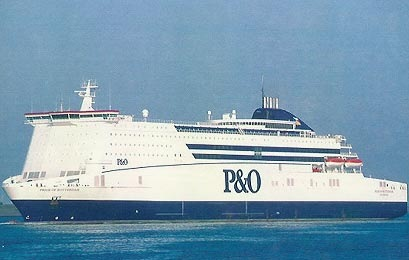
P&Oフェリーの運航する大型フェリー、「プライド・オブ・ロッテルダム」

1975年にはアイリッシュ海のRORO船路線を運営するための子会社パンドロ（Pandoro, P and O Roro の略称）を設立した。1987年にはタウンセンド・トールセン（Townsend Thoresen）の名でドーヴァー海峡間のフェリーを運航していたヨーロピアン・フェリー（European Ferries Group）を買収し、これをP&Oヨーロピアン・フェリー（P&O European Ferries）に改名した。
1998年にはパンドロとP&Oヨーロピアン・フェリクストウ・リミテッド（P&O European (Felixstowe) Ltd.）を合併させ、アイリッシュ海路線を運営するP&Oヨーロピアン・フェリー・アイリッシュ・シー・リミテッド（P&O European Ferries (Irish Sea) Ltd、通称P&Oアイリッシュシー P&O Irish Sea）を発足させている。

#### 分割
競争委員会（Competition Commission）による指導もあり、1998年にP&Oヨーロピアン・フェリーが解体した後、ファストクラフト（Fastcraft）の名でサービスが行われた。事業はポーツマスからフランス・スペインなどへの路線を運航するP&Oポーツマス（P&O Portsmouth）、キングストン・アポン・ハルからオランダ・ベルギー方面への路線を運航するP&Oノースシー（P&O North Sea）、およびステナラインとの合弁によるドーヴァー海峡路線であるP&Oステナライン（P&O Stena Line）に分かれたが、後に2002年にP&Oがステナラインの持分を買収し、P&OステナラインはP&Oフェリー（P&O Ferries）へと改名し、さらにP&OポーツマスとP&Oノースシーを統合している。
2005年には格安航空会社の進出などによる赤字を理由に、ポーツマスからシェルブール、ルアーブルへの路線を廃止しビルバオ行きのみが残った。

#### 多角化と事業の集中
1970年代以降、P&Oは企業買収で事業を多角化させた。コンストラクション・マネジメント（construction management）や住宅販売を行うボヴィス・グループ（Bovis）を1974年の買収から1999年の売却まで保有したほか、不動産開発・投資業、展示場や国際会議場運営など様々なサービス業に進出した。
しかし1999年3月にP&Oは海運・輸送業に資源を集中する決定を行い、これ以後多くの事業は売却・廃止された。オーストラリアでのP&Oの活動から生まれた港運業P&Oポーツ（P&O Ports）と冷蔵倉庫・運送業P&Oコールド・ロジスティクス（P&O Cold Logistics）は、現地では市場を主導する地位を得ている。
1999年以後、グループの様々な部門の売却が相次いだ。2002年10月23日、客船クルーズ部門である「P&Oプリンセス・クルーズ」（P&O Princess Cruises plc.）は分社化され、2003年4月にカーニバル・コーポレーション（Carnival Corporation）に売却され「Carnival Corporation & plc」となった。2004年6月、P&Oは「P&O Nedlloyd」社の株式の25%を売却し、さらに2005年6月にはP&O Nedlloydはデンマークの海運会社A.P. モラー・マースク（売上高では世界一）に買収されている。

### DPWによる買収
2005年10月30日には、ドバイに本拠を置く世界有数の港湾管理会社であるドバイ・ポーツ・ワールド（DPW）がP&Oを買収することが報じられた。当時世界第4位の港湾管理会社であったP&Oは米国の主要港でもコンテナターミナル管理業務を行っていたが、これらの部門もアラブ系の会社に買収されることは2006年2月から3月にかけて米国内で深刻な治安上の論争を巻き起こした。同年、DPWはP&Oの米国における港湾業務を米国資本の会社に売却している。
DPWは、子会社化したP&Oの本社をイギリス国内にとどめている。

## 事件

### フェリー転覆事件

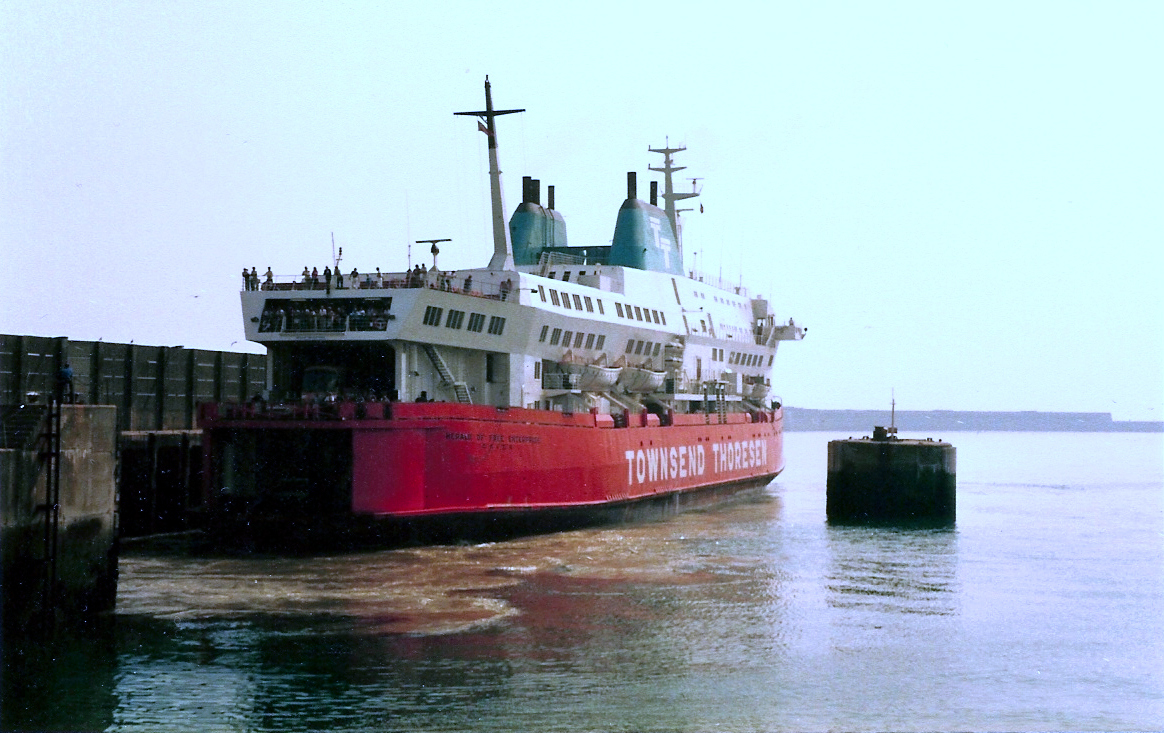
事故を起こしたヘラルド・オブ・フリー・エンタープライズ号

1987年3月6日、乗員80名と乗客459名を乗せてベルギーのゼーブルッヘからイギリスのドーバーへ向かっていたRORO船形式の貨客フェリー「ヘラルド・オブ・フリー・エンタープライズ」（MS Herald of Free Enterprise）が自動車搬入用のカーゴドアを閉め忘れた事により海水が流入しゼーブルグ沖合で転覆、193名が死亡するというイギリス海運史上でも戦後最悪の事故を起こした。同船を運航していたタウンセンド・トールセンは1986年にP&Oに買収されたところだった。裁判の過程で、船長や船員のミスも問われたが、会社の組織上や経営上の問題までが指摘されている。

### クルーズ船炎上事件
2002年、P&Oが三菱重工業に発注した世界最大級のクルーズ客船「ダイヤモンド・プリンセス」が建造中の長崎造船所にて火災を起こした。船は19時間燃え続け総面積の4割を焼失した。だが機関部が無事であったためこの船は破棄せず改修して引き渡されることとなった。
P&Oと三菱重工業は世界最大級の豪華客船を2隻引き渡す契約をしており、「ダイヤモンド・プリンセス」を最初に、「サファイア・プリンセス」を2番目に渡すこととなっていた。そのため当時建造中であった「サファイア・プリンセス」を「ダイヤモンド・プリンセス」へと名前を変えて2004年2月に引き渡され、火災にあった船は「サファイア・プリンセス」として同年5月にP&Oへと引き渡された。